# كاليغولا
كاليغولا أو كاليجولا (/kəˈlɪɡjʊlə/; (باللاتينية: Gaius Julius Caesar Augustus Germanicus) ولد في 31 أغسطس 12م – توفي في 24 يناير 41م) كان ثالث قياصرة الروم من 37 إلى 41م. كاليغولا إبن الأرطبون الشهير وفتى الروم في زمانة جرمانيكوس وأغريبينا الكبرى حفيدة أوغسطس قيصر، ولد في الأسرة الحاكمة الأولى للإمبراطورية الرومانية، والمعروفة تقليديًا باسم السلالة اليوليوقلودية.
على الرغم من أنه ولد باسم غايوس قيصر، تيمنًا بيوليوس قيصر، حصل على لقب «كاليغولا» ((باللاتينية: Caligula)، بمعنى «حذاء الجنود الصغير»، وهو تصغيركاليغا [الإنجليزية]
 (باللاتينية: Caligae)) من جنود والده في غزواتهِ على الجرمانيين. فلما توفي جرمانيكوس في أنطاكية في عام 19م، رجعت أغريبينا مع أطفالها الستة إلى رومة، حيث أصبحت متورطة في نزاع مرير مع طباريس قيصر. وأدى النزاع في نهاية المطاف إلى هلاك أبنائها، وكان كاليغولا هو الناجي الوحيد من الذكور. كاليغولا غير متأثر بهذه المؤمرات، قبل دعوة تيبيريوس في عام 31م للانضمام إليه في جزيرة كابري، حيث كان تيبيريوس قد انسحب إليها قبل خمس سنوات. بعد وفاة تيبيريوس، خلفه كاليغولا كإمبراطور في عام 37م.
هناك القليل من المصادر الباقية حول حكم كاليغولا، رغم أنه يوصف بأنه إمبراطور نبيل ومعتدل خلال الأشهر الستة الأولى من حكمه. بعد ذلك، تركز المصادر على قساوته وساديته وبذخه وانحرافه الجنسي، وتنشر عنه صورة الطاغية المجنون. في حين أن موثوقية هذه المصادر مشكوك فيها، فمن المعروف أنه خلال فترة حكمه القصيرة، عمل كاليغولا على زيادة القوة الشخصية الغير المُقيدة للإمبراطور، على عكس القوى الموازية في عهد الزعامة. حيث وجه الكثير من انتباهه إلى مشاريع البناء الطموحة والمساكن الفاخرة لنفسه، وبدأ ببناء اثنتين من القنوات المائية في روما: أكوا كلوديا [الإنجليزية]
 وأنيو نوفوس [الإنجليزية]
. وخلال فترة حكمه، قام بضم الدولة العميلة موريطنية كمقاطعة رومانية.
في أوائل عام 41، تم اغتيال كاليغولا كنتيجة لمؤامرة قام بها ضباط من الحرس البريتوري، وأعضاء مجلس الشيوخ، والوزراء. حاول المتآمرين استغلال الفرصة لإعادة الجمهورية الرومانية، لكن لم تنجح المحاولة، وفي يوم اغتيال كاليغولا، أعلن الحرس البريتوري عم كاليغولا، كلوديوس، الإمبراطور الروماني القادم. على الرغم من أن السلالة اليوليوكلاودية استمرت في حكم الإمبراطورية حتى سقوط ابن أخيه نيرون في عام 68م، إلا أن وفاة كاليغولا كانت بمثابة النهاية الرسمية لعصر يوليو قيصر [الإنجليزية]
 بخط الذكور.

## بدايات حياته

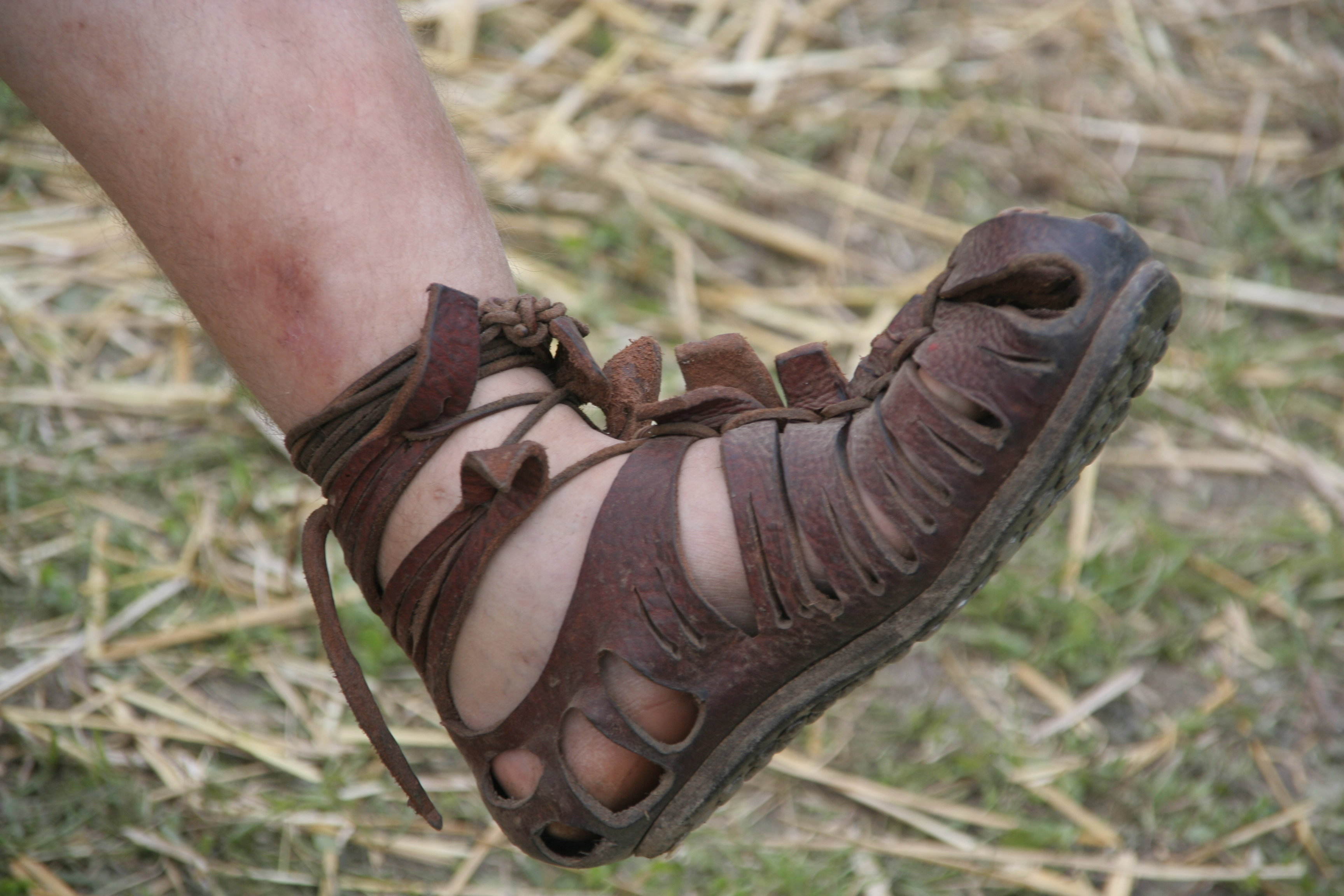
كاليغا

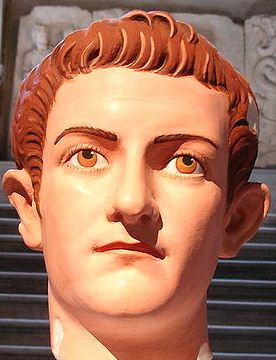
تمثال نصفي رخامي لكاليغولا تم ترميمه بألوانه الأصلية. تم التعرف على الألوان من جزيئات موجودة بداخل الرخام.

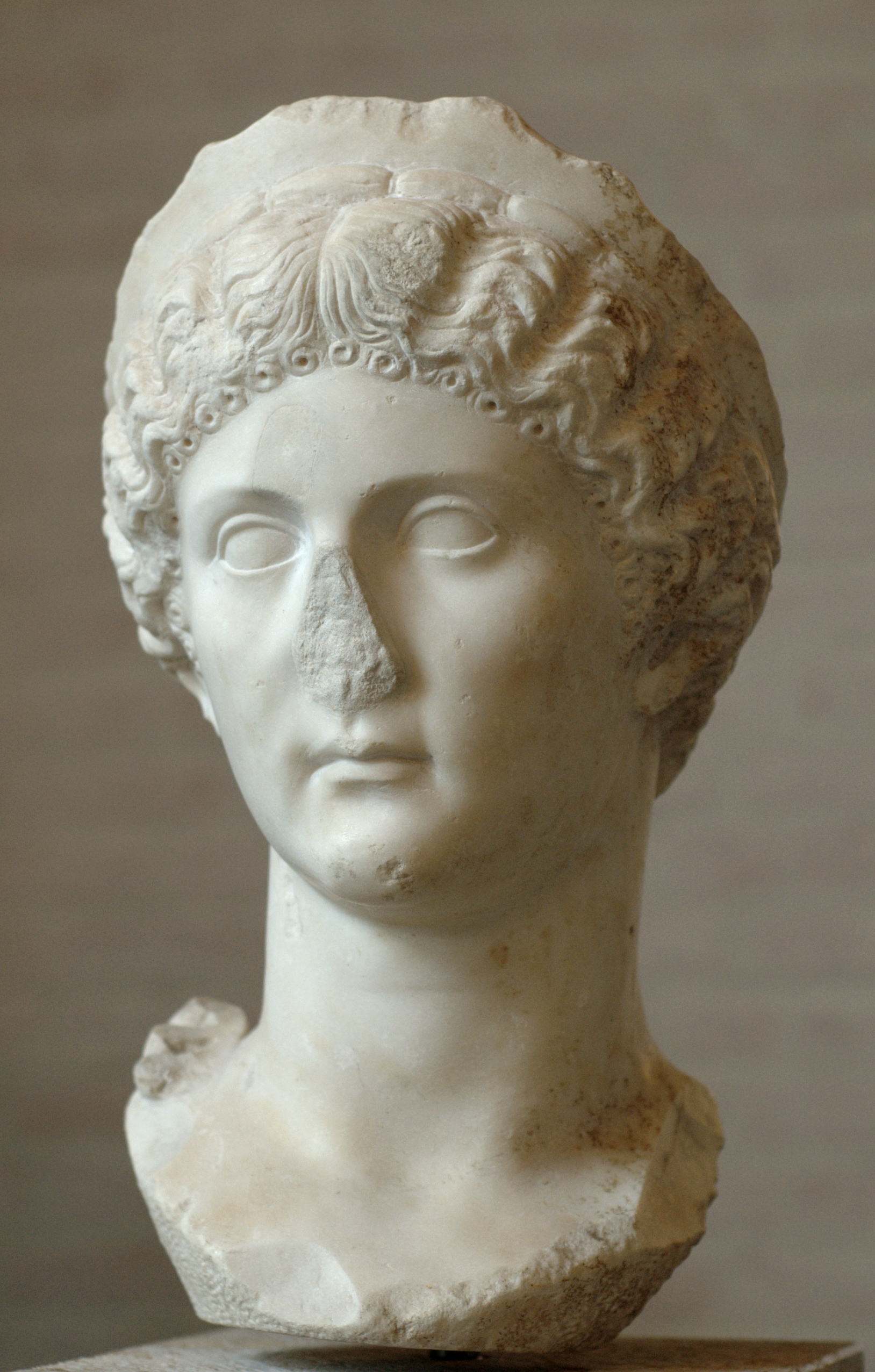
جوليا دروسيلا، أخت كاليغولا

ولد غايوس يوليوس قيصر (الذي سمي على شرف قريبه الشهير) في أنتيوم (أنسيو ونيتونو حديثًا) في 31 أغسطس، وهو الثالث من ستة أطفال نجوا من أبناء جرمانيكوس وبنت عمه أغريبينا الكبرى. كان لغايوس شقيقين أكبر سنًا، نيرون ودروس، وكذلك ثلاث شقيقات أصغر سنًا، أغريبينا الصغرى، جوليا دروسيلا وجوليا ليفيلا. وكان أيضًا ابن أخي كلوديوس، الشقيق الأصغر لجرمانيكوس والإمبراطور المستقبلي.
كانت أغريبينا الكبرى ابنة ماركوس فيبسانيوس أغريبا وجوليا الكبرى. وأيضًا حفيدة أغسطس وسكريبونيا من ناحية والدتها. ومن خلال أغريبينا، كان أغسطس هو الجد من ناحية الأم لغايوس.
عندما كان صبيًا يبلغ من العمر سنتين أو ثلاثة فقط، رافق غايوس والده جرمانيكوس في حملة في شمال ألمانيا. كان الجنود مستمتعين بأن غايوس كان يرتدي زي الجندي المصغر، بما في ذلك الأحذية والدروع. سرعان ما حصل على لقبه كاليغولا (باللاتينية: Caligula)، بمعنى «حذاء الجنود الصغير»، على أسم الأحذية الصغيرة (كاليغا) التي كان يرتديها. كَبر غايوس كارهًا هذا اللقب.
يَدعي سويتونيوس أن جرمانيكوس سُمم في سوريا من قبل عملاء تيبيريوس، الذي اِعتبر جرمانيكوس منافسًا سياسيًا.
بعد وفاة والده، عاش كاليغولا مع والدته حتى تدهورت علاقاتها مع تيبيريوس. لم يسمح تيبيريوس لأغريبينا الكبرى بالزواج من جديد خشية أن يكون زوجها منافسًا له. وتم نفي شقيق أغريبينا الصغرى وكاليغولا، نيرو، في عام 29م بتهمة الخيانة.
بعد ذلك تم إرسال المراهق كاليجولا للعيش مع جدته الكبرى (والدة تيبيريوس) ليفيا. وبعد وفاتها، تم إرساله للعيش مع جدته أنطونيا الصغرى. في الثلاثين من عمره، سُجن شقيقه، دروس قيصر، بتهمة الخيانة وتوفي أخوه نيرو في المنفى إما من الجوع أو الانتحار. يذكر سويتونيوس أنه بعد إبعاد والدته وإخوته، لم يكن كاليغولا وأخوته البنات أكثر من سجناء لتيبيريوس تحت المراقبة الدقيقة من الجنود.
في 31م، تم نقل كاليغولا تحت العناية الشخصية لتيبيريوس في كابري، حيث عاش لمدة ست سنوات. مما أثار دهشة الكثيرين أن كاليغولا عُفي عنه من قبل تيبيريوس. وفقا للمؤرخين، كان كاليغولا ممثلًا ممتازًا بالفطرة، وإدراكًا للخطر، خبأ كل استيائه من تيبيريوس. قال مراقب عن كاليغولا: «لم يكن هناك أبدًا خادمًا أفضل أو سيدًا أسوأ!»
ادعى كاليغولا أنه خطط لقتل تيبيريوس بخنجر من أجل الانتقام لوالدته وشقيقه: ومع ذلك، بعد أن أحضر السلاح إلى غرفة نوم تيبيريوس، لم يقتل الإمبراطور، بل ألقى الخنجر على الأرض. ومن المفترض أن تيبيريوس عرف هذا ولكن لم يجرؤ على فعل أي شيء حيال ذلك. يدعي سويتونيوس أن كاليغولا كان قاسيًا وحشيًا بالأساس: لقد كُتب أنه عندما أحضر تيبيريوس كاليغولا إلى كابري، كان هدفه هو السماح لكاليغولا بالعيش من أجل أن «يثبت خراب نفسه من بين كل الرجال، وأنه كان يربي أفعى للشعب الروماني وفايثون من أجل العالم».
في عام 33م، مَنح تيبيريوس كاليغولا كويستور فخري، وهو منصب شغله حتى نُصب إمبراطورًا. وفي أثناء ذلك، توفيت والدة كاليغولا وشقيقه دروس في السجن. تزوج كاليغولا لفترة قصيرة من جونيا كلاوديلا، البالغة من العمر 33 عامًا، رغم أنها توفيت أثناء الولادة في العام التالي. قضى كاليغولا الوقت في إقامة علاقة مع المحافظ البريتوري، نايفيوس سوتوريوس ماكرو [الإنجليزية]
، وهو حليف مهم. تحدث ماكرو جيدًا عن كاليغولا إلى تيبيريوس، في محاولة لإخماد أي سوء نية أو شك من الإمبراطور تجاه كاليغولا.
في 35م، تم تعيين كاليغولا وريثًا مشتركًا خلفاً لتيبيريوس مع تيبيريوس جيميلوس.

## الإمبراطور

### بدايات حكمه
عندما توفي تيبيريوس في السادس عشر من مارس عام 37م، تُرك ممتلكاته وألقاب عهد زعامته لكاليغولا وحفيده جيميلوس، اللذين كانا سيخلفانه كورثاء شركاء. على الرغم من أن تيبيريوس كان يبلغ من العمر 77 عامًا وعلى فراش موته، إلا أن بعض المؤرخين القدماء ما زالوا يجادلون أنه قُتل. كتب تاسيتس أن القائد البرايتوري، ماكرو، خنق تيبيريوس بوسادة لتسريع خلافة كاليغولا، لإفراح الشعب الروماني، بينما كتب سويتونيوس أن كاليغولا ربما يكون قام بعملية القتل، رغم أن هذا لم يسجل من قبل أي مؤرخ قديم آخر. سجل كل من سينيكا الأكبر [الإنجليزية]
 وفيلون، وكلاهما عاصرا فترة حكم تيبيريوس، وكذلك يوسيفوس، وفاة تيبيريوس بشكل طبيعي. بدعم من ماكرو، قام «كاليغولا» بإبطال وصية «تيبيريوس» فيما يتعلق بجيميلوس على أساس الجنون، ولكنه نفذ رغبات «تيبيريوس» الخاصة به.

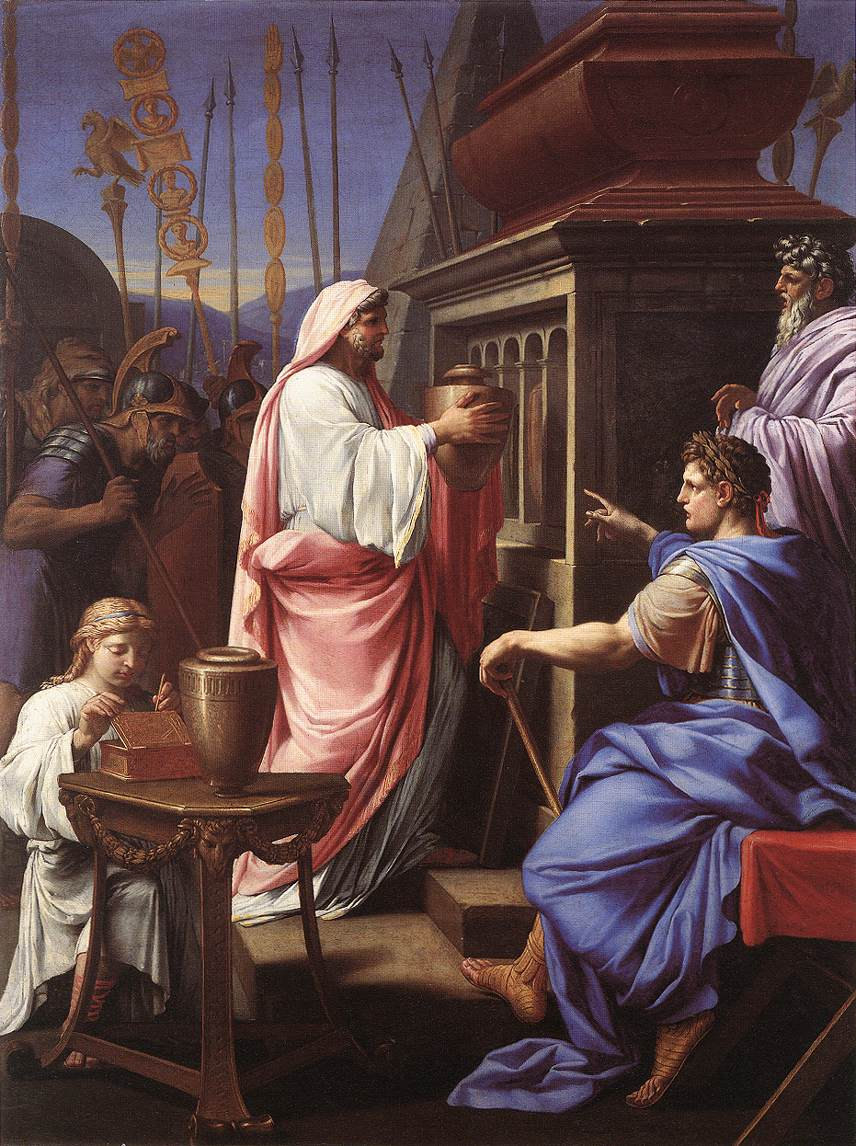
يودع كاليغولا رماد والدته وأخيه في قبر أجداده، بواسطة أوستاش لي سويور، 1647

قبل كاليغولا صلاحيات الزعامة كما منحها مجلس الشيوخ ودخل روما في 28 مارس وسط حشد من الناس وصفوه بأنه «طفلنا» و«نجمنا»، من بين الأسماء المستعارة الأخرى. يوصف كاليغولا بأنه أول إمبراطور أعجب به الجميع في «العالم بأسره، من مشرق الشمس حتى مغربها.» كان كاليغولا محبوبًا من قبل الكثيرين لكونه الابن المحبوب لجرمانيكوس المشهور، ولأنه لم يكن تيبيريوس. قال سويتونيوس أنه تم التضحية بأكثر من 160،000 حيوان خلال ثلاثة أشهر من الفرح العام للدخول في عهد جديد. يصف فيلون الأشهر السبعة الأولى من حكم كاليغولا بأنها سعادة تامة.
قيل إن أفعال كاليجولا الأولى كانت كريمة في نفسها، رغم أن العديد منها كان ذا طابع سياسي. ليحشد الدعم حوله، قام كاليغولا بمنح مكافآت للجيش، بما في ذلك الحرس البريتوري وقوات المدينة والجيش خارج إيطاليا. قام أيضًا بتدمر أوراق خيانة تيبيريوس، وأعلن أن محاكمات الخيانة أصبحت شيئًا من الماضي، وأعاد الذين تم إرسالهم إلى المنفى. قام بمساعدة أولئك الذين تعرضوا للأذى من قبل النظام الضريبي الإمبراطوري، ونفى بعض المنحرفين جنسيًا، قام أيضًا بعرض العروض الفخمة للعامة، بما في ذلك ألعاب المصارعة. جمع كاليغولا وأعاد عظام والدته وإخوانه وأودع رفاتهم في ضريح أغسطس.

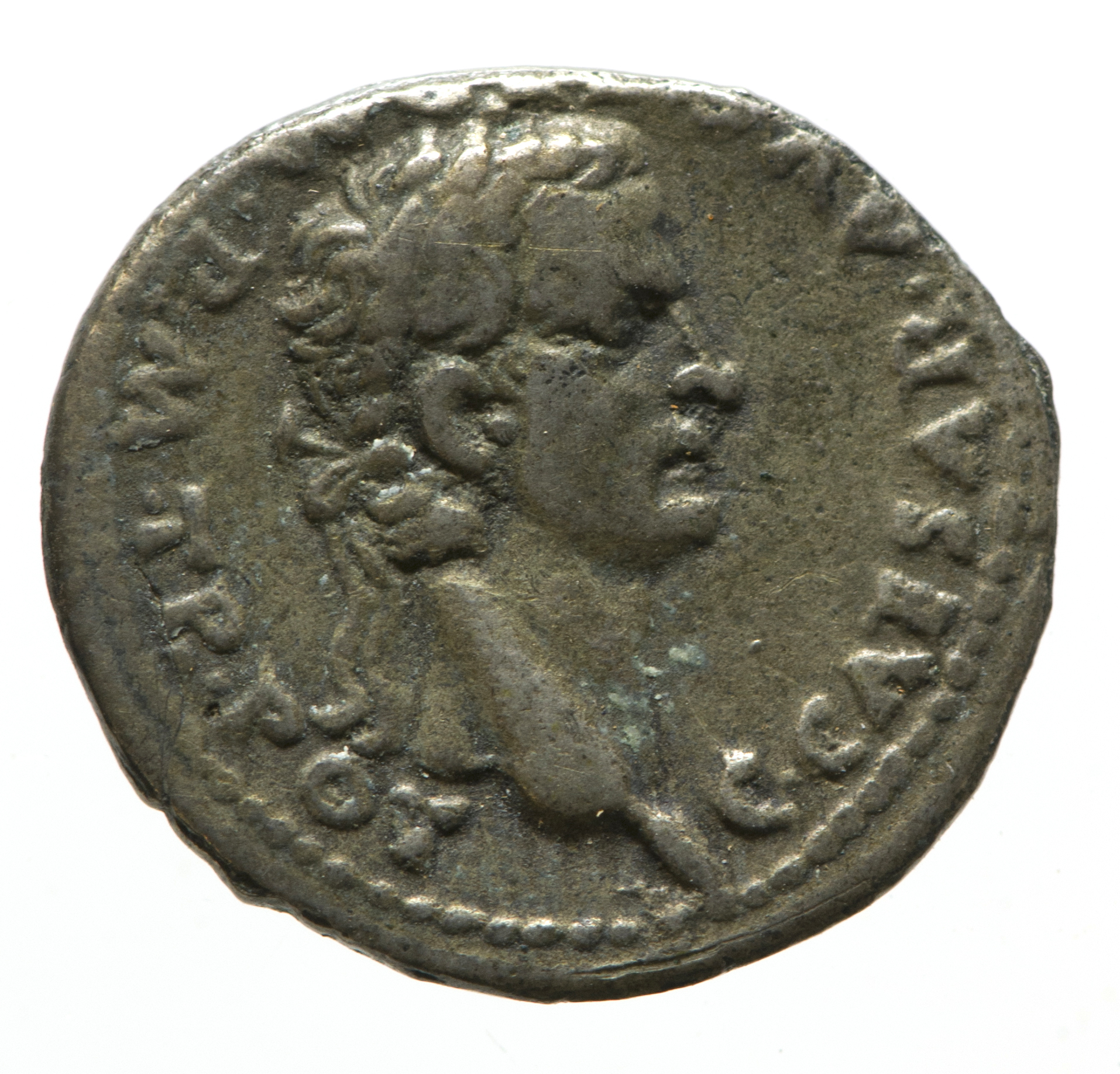
ديناريوس لغايوس كاليغولا.

## مواضيع مرتبطة
- الأمبراطورية الرومانية
- قائمة الاباطره الرومان
- مجيلة تعنيت